# Parafia św. Franciszka Ksawerego w Przywidzu
Parafia św. Franciszka Ksawerego w Przywidzu należy do Dekanatu Kolbudy archidiecezji gdańskiej. Została założona w XIV wieku.